# Versprecher
Versprecher sind unwillkürliche sprachliche Fehler, die beim Sprechen unterlaufen und nicht auf organische oder sonstige gesundheitliche Ursachen zurückgeführt werden können.

## Definitionen
Versprecher sind (ebenso wie „Verleser“) seit dem Jahr 1895, in dem die Untersuchung Versprechen und Verlesen. Eine psychologisch-linguistische Studie von Rudolf Meringer und Karl Mayer erschien, immer wieder Gegenstand linguistischer Untersuchungen und Sammlungen gewesen. Es handelt sich dabei um Erscheinungen, für die Fehlleistungen der Sprachproduktion (Sprechen, Gebärden, Schreiben, Tippen) verantwortlich gemacht werden und die sich besonders bemerkbar machen als antizipatorische oder repetitive Serialisierungsfehler – Auslassung (Elision; omission), Einfügung (Intrusion, addition), Ersetzung (das Substituting; mit der Sonderform des Austauschs der Metathese; permutation oder reversal etc.) – oder auch als Wort- sowie Phrasen-Substitution im Ganzen oder partiell, dann bezeichnet als Kontamination (eigentlich „Verschmutzung“; dies wie bei der Wort- und Phrasen-Substitution durch nahezu synonyme oder aber auch antonyme Wörter oder Phrasen), und zwar grundsätzlich als Versprechens-Einheiten von Sprechgesten (bezogen auf die Artikulationsstelle, z. B. metathetisch die Bilabialgeste allein versus die Dorsovelargeste allein, z. B. ohne jeweils zugehörige Nasalierung), von Lauten und Lautgruppen, Morphemen, ganzen oder aber nur Teilen von Wörtern (wie auch von Phrasen Syntagmen). Oft werden Versprecher sofort korrigiert, dies oft unbemerkt. Oft bleiben sie unbemerkt und der Sprecher behauptet, geäußert zu haben, was er zu sagen intendierte. Auf rund 1000 Wörter ist laut Busch-Lauer mit einem Versprecher zu rechnen. Verhören und Verlesen gehören nicht der Sprachproduktion an, sondern der Sprachperzeption.
Versprecher (Lapsus linguae) sind immer unwillkürlich. Sie sind von „gewollten Versprechern“ zu unterscheiden, die womöglich die gleichen Formen aufweisen, aber – etwa in kabarettistischem Sketch – eben nicht auf Sprachplanungs- und Ausführungsfehler zurückführbar sind und die als Anspielung, Ironie, Satire oder Wortwitz und Wortspiel (engl. pun) eine besondere kommunikative Funktion ausüben sollen.
Von einigen Forschern wird eine besondere Form der Versprecher dann angenommen, wenn diese den Eindruck erwecken, die sprachliche Fehlleistung verrate das heimliche Denken des Sprechers; solche scheinbar „verräterischen“ Versprecher werden als freudsche Versprecher bezeichnet. Helen Leuninger (1993: 113ff.) vertritt (unter anderen Autoren) die Ansicht, dass es keiner solchen besonderen Kategorie bedarf, da auch diese Versprecher Ergebnis von Fehlleistungen der Sprachplanung (andere Autoren: auch der Sprachausführung) seien und sie lediglich mehr über den „Möchtegernvoyeur, den Hörer nämlich“ als Interpretierenden verrieten als über den Sprecher. Nach Nora Wiedenmann (passim) sind sogenannte freudsche Fehlleistungen unter allen Versprecher-Kategorien, entsprechend Struktur und versprochener Äußerungseinheit, zu finden. Nach Wiedenmann sollte die Bezeichnung Fehlleistung im Freudschen Sinne allgemein nicht auf Versprecher (speech errors) ausgeweitet werden.
Von Versprechern zu unterscheiden sind Sprach- und Sprechstörungen, die auf Hirnschädigungen durch Schlaganfall, Trauma, Tumor und weitere Ursachen zurückführbar sind. In solchen Fällen handelt es sich unter anderem um Aphasien.

## Versprecher aus linguistischer Sicht
Bei der Erforschung der Versprecher gilt das Interesse der Linguisten, Psycholinguisten und Psychologen einerseits der Klassifikation der Phänomene, andererseits vor allem der Frage, wie die sehr unterschiedlichen Erscheinungsformen der Versprecher ursächlich erklärbar sind.
Die Frankfurter Sprachwissenschaftlerin Helen Leuninger erklärte mit Blick auf die frühen Untersuchungen von Meringer:
„Mit seiner Analyse wollte er Antworten finden auf die Fragen, welche psychologischen Mechanismen zu sprachlichen Fehlgriffen führen, welche sprachlichen Einheiten von diesen Mechanismen erfasst werden können und welche psychologisch-linguistische Struktur die Versprecher haben.“
Das Vorgehen bei neueren Erklärungsversuchen besteht darin, dass ein Sprachplanungsmodell entworfen und dann versucht wird, die Versprecher den Sprachplanungsebenen [modellhaft] zuzuordnen. Leuninger (1996: 140) unterscheidet folgende Sprachplanungsphasen: Als erstes kommt die Botschaft, die einer anderen Person mitgeteilt werden soll. Diese Botschaft muss durch das Produktionssystem des Sprechers umgesetzt werden und durchläuft dabei folgende Ebenen (vereinfacht; hypothetisch): eine prädikative Ebene, auf der die Bedeutung geplant wird; eine positionale Ebene, auf der die grammatische Form entwickelt wird; es erfolgt [scheinbar] eine lexikalische und grammatische Kontrolle, danach das Artikulationsprogramm mit einer [scheinbaren] Lautkontrolle, was die grammatisch strukturierte Form schließlich in eine angemessene Lautform, die sprachliche Äußerung, bringt. Die Versprecher lassen sich nun diesen Ebenen der Sprachplanung zuordnen.
Versprecher können nur innerhalb eines sehr engen zeitlichen Rahmens stattfinden, da sie wohl durch Fehler im [hypothetischen] Arbeitsspeicher des Sprechers zustande kommen, dessen Umfang im Zeitbereich für ca. 7 Silben (also sprecherbezogen) zu liegen scheint.

## Typen von Versprechern
1. Substitutionen: Ersetzungen aufgrund von Bedeutungs- oder Formähnlichkeit. Bei der Ersetzung eines formähnlichen Wortes werden strenge Regeln befolgt; so weist das falsche Wort meist die gleiche Silbenzahl, gleiche oder gleich empfundene Endungen und Anfangslaute etc. wie das Wort auf, das eigentlich geäußert werden sollte. Beispiel: „renommiert“ statt „renoviert“ (88). Es entsteht scheinbar kein neues Wort, sondern es wird eines durch das andere aufgrund von Formähnlichkeit ersetzt.
2. Vertauschungen, die bei Wörtern meist innerhalb derselben Wortart ablaufen. Wörter, Teile von zusammengesetzten Wörtern, Silben oder auch Laute (siehe auch Spoonerismus) tauschen ihren Platz. Beispiel [ursprünglich aus Rudolf Meringers Corpora: 1895 / 1908]: „zwecktischer Prack“ statt „praktischer Zweck“ (83).
3. Bei Antizipationen (Vorwegnahmen) werden sprachliche Einheiten in einer Äußerung vorweggenommen. Diese Einheiten können die obengenannten Einheiten: Wörter, Wortbestandteile, Lautgruppen/Laute sein; Beispiel: „Ich wollte sie stockbrieflich verfolgen lassen“: das „o“ aus „verfolgen“ wird (hier ein substitutives Beispiel) vorgezogen in der zeitlichen Serialisierung (84).
4. Postpositionen (Nachklänge, Repetitionen; auch mit dem aus der Pathologie stammenden Begriff Perseveration bezeichnet) sind das Gegenstück zu den Antizipationen. Hier klingen sprachliche Elemente nach, was bedeutet, dass eine Einheit, die zuvor schon geäußert wurde, bei der Sprachplanung noch aktiv ist und aus diesem Grund fälschlicherweise ein zweites Mal (substitutiv oder aber auch additiv) verwendet wird. Hiervon betroffen können alle bereits genannten Einheiten sein; Beispiel: „sozialistische Zekten“ für „sozialistische Sekten“ (Leuninger 1996: 73).
5. Kontaminationen von Syntagmen oder Wörtern. Sie gelten als die spannendste Versprecherkategorie und treten (sprecherbezogen; Versprechen ist idiosynkratisch) auch relativ häufig auf. Hierbei vermischen sich zwei konkurrierende Elemente, wobei relevante Teile beider Ausdrücke zusammengefügt werden. Beispiel für eine Kontamination von Wörtern ist: „Hinwaltspunkt“ für „Hinweis/ Anhaltspunkt“ (98).
Ein Beispiel für die Zuordnung eines Versprechers zu einer der Sprachplanungsebenen: Den Versprecher „Ich kann nicht über meine Haut springen“ interpretiert Leuninger (1993: 164) als Kontamination der Wendungen „Ich kann nicht über meinen Schatten springen“ und „Ich kann nicht aus meiner Haut“ und ordnet ihn der prädikativen Ebene zu, also der Ebene der Sprachplanung, auf der die Bedeutung einer Äußerung geplant wird. Die zwei an einer Kontamination beteiligten Einheiten (meist Wörter oder Phrasen) müssen bei der Sprachplanung beide präsent sein – sonst könnten sie nicht miteinander verschmolzen werden.
Leuninger verweist ferner darauf, dass bei zweisprachig aufwachsenden Kindern auch die Interaktion beider Sprachen zu Versprechern führen kann. Hier wird ein Feld berührt, das auch unter dem Begriff Fehlerlinguistik behandelt wird.

## Verschreiben, Verhören, Verlesen
Neben Fehlern in der Sprachproduktion, also Rechtschreib- und Tippfehler, treten auch Fehler in der Sprachperzeption auf, also Verhörer und Verleser. Verhörer können zu Malapropismen oder Eggcorns führen.
Zu Hörfehlern schrieb Goethe: „Der Hörer aber und sein Ohr tragen gleichfalls zu gedachtem Fehler bei. Niemand hört als was er weiß, niemand vernimmt als was er empfinden, imaginiren und denken kann.“ Goethe führt in diesem kurzen Text außerdem eine kleine Liste von Hör- und Schreibfehlern an.
Auch Freud macht auf derartige Fehlertypen aufmerksam. Hörfehler nennt er im Index seiner Psychopathologie zwar nicht, wohl aber – neben Versprechen (Beispiele dafür dem Corpus des zeitgenössischen Linguisten Rudolf Meringer entnommen, nämlich 1901 bei Freuds Erstpublikation Zur Psychopathologie des Alltagslebens (Vergessen, Versprechen, Vergreifen) nebst Bemerkungen über eine Wurzel des Aberglaubens. In: Monatsschrift f. Psychiatrie u. Neurologie, X. Bd., 1. Heft, 1–13) – Verlesen, Verschreiben und Verdrucken mit vielen Textverweisen.
In seinem Buch über die sogenannte Freudsche Fehlleistung zeigt Timpanaro überzeugend auf, dass die Versprecher, die Sigmund Freud in seiner Schrift Zur Psychopathologie des Alltagslebens im Anschluss an Rudolf Meringer, meist durch Übernahme von Meringers bereits kausal erklärten Versprechern (s. Meringers heftige Proteste dagegen in den 1930er-Jahren), zusammenstellt und psychoanalytisch interpretiert, sich auch durch die typischen Fehler, wie sie sich während des Abschreibprozesses in der handschriftlichen Überlieferung antiker Texte immer wieder einstellen, erklären lassen.

## Alternative und historische Bezeichnungen
Während sich heute Versprecher als Terminus gegenüber Fehlleistung und Sprechfehler (im Sinne von Stottern, Stolpern, Sigmatismus etc.) weitgehend durchgesetzt hat, existieren keine einheitlichen analogen terminologischen Bildungen für Fehler beim Schreiben / Tippen. Es gibt sie allerdings, wie die Titel der Beiträge Ariadne auf Nixon. Verstreute Verhörer, Versprecher, Verleser, Verwechslungen und Gottes Sohn Obi lacht. Versprecher, Verhörer zeigen. Ein Beispiel für einen absichtlich in den Buchtitel aufgenommenen Druckfehler ist die Erstausgabe von Marshall McLuhans Buch The Medium Is the Massage (1967).